# C6H5IO
化学式C6H5IO（摩尔质量：220 g/mol）可能指：
- 碘苯酚
  - 2-碘苯酚，CAS号：533-58-4 
  - 3-碘苯酚，CAS号：626-02-8 
  - 4-碘苯酚，CAS号：540-38-5
- 亞碘醯苯的实验式，CAS号：536-80-1

|  | 这个同类索引页列出了具有相同分子式的化学物（即同分異構體）条目。 除非您是有意链接至本页，否则应将相应条目的内部链接指向正确的条目。 |